# Voodoo People
«Voodoo People» — сингл британской бигбит группы The Prodigy из альбома Music For The Jilted Generation. На сингле присутствует несколько официальных ремиксов: ремикс от Chemical Brothers и танцевальная версия «Haiti Island Mix» (на композицию «Voodoo People»), а также ремикс «Goa (The Heat (The Energy) Part 2)». Композиция «Voodoo People» содержит переигранный семпл из песни «Very Ape» американской группы Nirvana. Повторяющиеся текстовые фразы взяты из стихотворения «The Shalimar» конца 1960-х, зачитанного автором, Гиланом Кэйном из афроамериканского поэтического движения The Last Poets. Сингл смог превзойти успех предыдущих двух синглов из альбома Music for the Jilted Generation и с тех пор пользуется большой популярностью среди фанатов группы.

## Музыкальное видео
Видеоклип, сопровождающий сингл, был сделан в духе обновленного имиджа группы, который впервые был представлен в клипе «No Good (Start the Dance)». Действие происходило на острове Сент-Люсия, по джунглям которого бежали Лиэм, Максим и Кит, спасаясь от Лироя, игравшего роль шамана-врачевателя вуду. Кита заперли в чемодане и оставили там. Вуду должен был изгнать дьявола из героев клипа. Позднее Максим едет на машине и спасает Лиама и Кита, а тем временем Лирой продолжает погоню. В конце клипа Лиам и Кит спасаются, но Максим остаётся заколдованным магией Вуду. Сцены преследования перебивалась вмонтированными фрагментами подлинных ритуалов вуду. Ритуалы включали в себя пытки людей и шаманские манипуляции, которые MTV впоследствии вырезало, чтобы исключить «стрессовые сцены». Тем не менее видеоклип получил хороший эфир на этом канале, а сингл поднялся до 11-го места британского хит-парада, окончательно утвердив The Рrodigy в своём новом статусе.

## Список композиций

### XL Recordings

#### CD
1. «Voodoo People» (Edit) — 4:05
2. «Voodoo People» (Chemical Brothers Remix) — 5:56
3. «Goa» (The Heat the Energy Part 2) — 6:04
4. «Voodoo People» (Original Mix) — 6:28

### Mute

#### 12" винил
1. «Voodoo People» (Chemical Brothers Remix) — 5:56
2. «Voodoo People» (Original Mix) — 6:28
3. «No Good (Start the Dance)» (CJ Bolland Museum Remix) — 5:14
4. «Speedway [Theme from Fastlane]» (Secret Knowledge Remix) — 10:26

#### EP-издание (1995)
1. «Voodoo People» (Edit) — 4:07
2. «Voodoo People» (Chemical Brothers Remix) — 5:56
3. «No Good (Start The Dance)» [CJ Bolland Museum Remix] — 5:13
4. «Rat Poison» — 5:31
5. «Speedway [Theme from Fastlane]» (Secret Knowledge Remix) — 10:25
6. «Voodoo People» [Haiti Island Remix] — 5:23
7. «Voodoo People» [Original Mix] — 6:26